# Hyles rubida
Hyles rubida är en fjärilsart som beskrevs av Charles Oberthür. Hyles rubida ingår i släktet Hyles och familjen svärmare. Inga underarter finns listade i Catalogue of Life.